# Wacława Marek
Wacława Marek pseud. Pola (ur. 26 listopada 1910 w Częstochowie, zm. 28 lipca 1944 w lasach gościeradowskich) – działaczka KPP i KPZU, sekretarz 5 Okręgu PPR.

## Życiorys
W wieku 15 lat podjęła pracę w fabryce włókienniczej „Częstochowianka”. W 1931 została zwolniona z pracy. W 1933 wstąpiła do KPP i poświęciła się całkowicie działalności partyjnej. Pracowała w Komitecie Centralnym „Czerwonej Pomocy” - MOPR. W 1934 została przeniesiona do Lwowa, gdzie m.in. pełniła funkcję łączniczki między KC Komunistycznej Partii Zachodniej Ukrainy a Biurem Politycznym KPZU z siedzibą w Pradze. W 1935 aresztowana we Lwowie i skazana na 8 lat więzienia. Na mocy art. 4 ustawy amnestii z 2 stycznia 1936 (Dz.U. z 1936 r. nr 1, poz. 1) karę zmniejszono o połowę. Więzienie opuściła 11 kwietnia 1939. Jesienią 1939, po klęsce wrześniowej, udała się ponownie do Lwowa. Pracowała w związkach zawodowych; była członkinią Obwodowego Komitetu MOPR i uczęszczała na Wieczorowy Uniwersytet Marksizmu-Leninizmu. Pisywała artykuły do prasy regionalnej i centralnej.
Po wybuchu wojny niemiecko-sowieckiej w 1941 została ewakuowana w rejon Moskwy. We wrześniu 1941 wyjechała do Moskwy, a stamtąd do Puszkino, do partyjnej szkoły Komitetu Wykonawczego Kominternu. Po przeszkoleniu została 25 grudnia 1943 zrzucona na tyły Niemców w rejon Pińska, do oddziału partyzanckiego im. T. Kościuszki dowodzonego przez Czesława Klima. W tym oddziale prowadziła pracę polityczno-wychowawczą. W połowie stycznia 1944 przybyła na Lubelszczyznę. Wiosną 1944 została sekretarzem 5 Okręgu PPR. Rozwinęła aktywną działalność polityczno-organizacyjną, tworząc oddziały AL i konspiracyjne rady narodowe. Od marca 1944 współredagowała dwutygodnik wydawany przez Komitet Okręgowy PPR „Ostatnie Wiadomości” i pismo dowództwa Obwodu AL „Żołnierz Lubelszczyzny”, zajmowała się także sprawami kolportażu. Jako sekretarz KO PPR weszła w skład konspiracyjnej Lubelskiej Wojewódzkiej Rady Narodowej. W maju 1944 jej interwencja uchroniła przed rozstrzelaniem za bandytyzm Bolesława Kaźmiraka „Cienia”. 1 czerwca 1944 wraz z Aleksandrem Szymańskim „Alim” brała udział w rozmowach z powiatowym kierownictwem SL w Kraśniku i BCh „w sprawie organizowania wspólnych oddziałów bojowych”, zakończonych zawarciem umowy. Zginęła w walce z Niemcami w rejonie lasów gościeradowskich. Pośmiertnie odznaczona Orderem Krzyża Grunwaldu III klasy. Po wojnie jej zwłoki ekshumowano i pochowano w kwaterze partyzanckiej na cmentarzu w Rzeczycy. Jej brat Edward, członek KPP, zginął w wojnie domowej w Hiszpanii.
W okresie PRL była patronką obecnej ul. Równoległej w Częstochowie, w dzielnicy Ostatni Grosz.